# Gob an Choire
Gob an Choire (en anglès Achill Sound, antigament conegut com a Gubacurra) és una vila d'Irlanda, a la Gaeltacht del comtat de Mayo, a la província de Connacht. Està situada a l'illa d'Achill i unida a la península de Corraun a l'illa d'Irlanda pel pont giratori Michael Davitt. També és el nom del canal que separa l'illa d'Achill de l'illa d'Irlanda.

## Servei de bus
La ruta del Bus Éireann 440 (Dooagh-Westport-Aeroport de Knock opera en aquesta direcció un cop al dia. No opera pas els diumenges però la ruta 52 fa un viatge per aquesta ruta un vespre de Westport i Galway anada i tornada

## Ferrocarril
El servei de ferrocarril més proper es troba a l'estació de Westport, a uns 45 kilòmetres. Hi ha nombrosos trens cada dia des de Westport fins a Dublin Heuston via Athlone.